# Unter dem Himmel von Paris
Albums de Mireille Mathieu
Tour de l'Europe
(1987) In meinem Traum
(1996)
 Unter dem Himmel von Paris  est un album allemand de la chanteuse française Mireille Mathieu sorti en 1993 où celle-ci reprend des chansons de son idole Édith Piaf en langue allemande. Cet album revient après 6 ans d'interruption en Allemagne.

## Chansons de l'album
1. Schau mich bitte nicht so an (La vie en rose) (Louiguy/Ralph Maria Siegel)
2. Rummelplatz der Liebe (La foule) (Angel Cabral/Jean Nicolause)
3. Die Welt ist schön, Milord (Milord) (Ernst Bader/Marguerite Monnot)
4. Mon dieu (Hernt Bedez/Charles Dumont)
5. Ein Land ist mein (Exodus) (Kurt Hertha/Ernest Gold)
6. Nein, es tut mir nicht leid (Non je ne regrette rien) (Ralph Maria Siegel/Charles Dumont)
7. Padam-Padam (Loec Huisman/Norbert Glanzberg)
8. Hymne an die Liebe (Hymne à l'amour) (Michael Kunze/Marguerite Monnot)
9. Jezebel (Bernd Meinunger/Wayne Shanklin)
10. Der Akkordeonspieler (L'accordéoniste) (Bernd Meinunger/Michel Emer)
11. Unter dem Himmel von Paris (Sous le ciel de Paris) (Bernd Meinunger/Hubert Giraud)